# Adam Varadi
Adam Varadi (* 30. dubna 1985, Frýdek-Místek, Československo) je český fotbalový útočník či obránce, od léta 2022 hráč klubu 1. BFK Frýdlant nad Ostravicí. Mimo ČR působil na klubové úrovni na Slovensku a v Polsku.
Je typem fotbalového dříče, slabší techniku nahrazuje na hřišti velkou bojovností. Hraje v útoku, ale v Baníku Ostrava zastal i post krajního obránce.

## Klubová kariéra
Adam Varadi hrál v mladších žácích za VP Frýdek-Místek, od starších žáků působil v Baníku Ostrava.
V roce 2003 byl přeřazen z B týmu do A týmu Baníku Ostrava. V ročníku 2003/04 získal s Baníkem ligový titul. Sezónu 2005/06 strávil na hostování, od ledna do července ve Viktorii Žižkov a od července do ledna 2006 pak v Teplicích. Poté si ho Baník stáhl z hostování zpět. 4. února 2008 přestoupil do Viktorie Plzeň. Od sezony 2009/2010 oblékal opět dres Baníku Ostrava.
Dne 15. června 2011 podepsal smlouvu s klubem SK Sigma Olomouc a odehrál dobrou sezónu, se 6 ligovými a 2 pohárovými góly byl nejlepším střelcem hanáckého klubu. Získal s ním i český pohár, ve finále proti Spartě Praha nastoupil do utkání v 69. minutě za stavu 1:0 pro Olomouc, tímto výsledkem zápas také skončil.
Kvůli přetlaku v útočných řadách Sigmy se po sezóně v létě 2012 rozhodl odejít na hostování do slovenského klubu FK Senica (kterou v té době vedl český trenér Zdeněk Psotka), ačkoli o něj stál i FC Baník Ostrava. V Senici se setkal s Václavem Koutným, se kterým působil v Sigmě.
V zimě 2012 se do Olomouce vrátil. Sezona 2013/14 dopadla neslavně, se Sigmou zažil sestup do druhé české ligy. V únoru 2015 odešel hostovat do Dynama České Budějovice.
V únoru 2016 byl na testech v polském klubu GKS Tychy, po nichž podepsal smlouvu do konce sezony. O rok později, v únoru 2017, se dohodl na angažmá s jiným polským klubem Polonia Bytom. Podepsal kontrakt do konce sezóny 2016/17. V létě 2017 se vrátil do ČR do mateřského klubu MFK Frýdek-Místek působícího ve druhé české lize do roku 2021 kdy kvůli nedomluvě MFK Frýdek-Místek, z.s. a MFK Frýdek-Místek, a.s. kdy se přemístil MFK Frýdek-Místek, a.s. do Vratimova po domluvě s FC Vratimov, z.s. . Přemístil se tedy Varadi do Vratimova kde zůstal rok než podepsal smlouvu s 1. BFK Frýdlant nad Ostravicí kde působí do dnes.
Reprezentační kariéra
Hrál i v mládežnických reprezentačních výběrech – za českou fotbalovou reprezentaci do 15, 17, 19 a 21 let. Za „jedenadvacítku“ zasáhl v letech 2004–2006 do celkem 6 zápasů (1 výhra, 2 remízy, 3 prohry), aniž by vstřelil gól. V každém utkání střídal.
Zápasy Adama Varadiho v české reprezentaci do 21 let 
| Rok    | Zápasy | Góly |
| ------ | ------ | ---- |
| 2004   | 2      | 0    |
| 2006   | 4      | 0    |
| Celkem | 6      | 0    |